# Gnomisch
Gnomisch ist eine grammatikalische Bestimmung im Altgriechischen. Dadurch konnte eine allgemeine Wahrheit im Präsens, Futur oder im Aorist zum Ausdruck gebracht werden. Die Verwendung dieser Zeiten zur Darstellung oder Ernennung eines fundamentalen, ewig gültigen Sachverhalts entsprechend dem Inhalt des als Gnome bezeichneten antiken, oft eine Lebensweisheit formulierenden Sinnspruchs wird gnomisch genannt. 
- Ein gnomisches Präsens sagt aus, dass etwas tatsächlich passiert oder etwas wahr ist.
- Das gnomische Futur (die seltenste Form der Verwendung) behauptet in ähnlicher Weise, dass ein bestimmtes Ereignis oft eintritt, ohne dass das Ereignis selbst direkt bevorsteht.
- Der gnomische Aorist ist im Altgriechischen die häufigste Verwendungsform. Allgemeine Maximen werden damit genauso formuliert wie auf Ereignisse hingewiesen, die unter bestimmten Umständen eintreten. Man geht davon aus, dass der gnomische Aorist sich aus der Zusammenfassung einer Erzählung, wie zum Beispiel aus der Moral einer Geschichte oder einer Fabel, herausentwickelt hat. Beispiel: Gnothi seauton.

Zwar seltener als in der englischen findet der Begriff „gnomisch“ auch in der deutschen Literaturwissenschaft Verwendung. Das gnomische Präsens eines Erzählers, der den Überblick über die Handlung hat und allwissend in alle Figuren hineinblicken kann (auktorial, Stanzel), unterscheidet sich ganz gemäß der Definition vom „Präsens einer Aussage einer in der Handlung vorkommenden Figur“ dadurch, dass der Erzähler damit allgemeingültige, für die Erzählung als unbedingt wahr geltende Aussagen macht.